# The Waltons (seriál)
The Waltons je americký rodinný televizní seriál, který pojednává o životě rodiny Waltonových během hospodářské krize ve 30. letech 20. století ve Spojených státech. Natáčení seriálu bylo mezi lety 1972-1981 a prostřídalo se 15 režisérů. Hudbu k seriálu složil Jerry Goldsmith.